# Nova Study (школа)
Nova Study — частная международная школа для украинцев в Польше. Учебное заведение расчитано на учеников 1-11 класса и имеет три совмещенные системы образования (украинскую, польскую и канадскую). Школа расположена близ Варшавы, в городе Пясечно, по адресу ul. Okrezna 25A.

## История

### Польская школа "Szkola Marzeń" (1992-2022)
Современное здание школы было построено в 1992 году, и вплоть до 2022 года там распологалась начальная польская школа под названием "Szkoła Marzeń". Школа была рассчитана на учеников 1-8 классов и делала особенный акцент на изучение английского языка. Площадь территории учебного заведения составляла около 6 га, на которой проживали косули, зайцы и дикие птицы, находился небольшой огород и было облагороженное озеро. 
Учащиеся учебного заведения регулярно участвовали в различных мероприятиях, таких как пикники, карнавалы, спортивных соревнований и другие. В 2017 году школа отпразновала свое 25-летие, а после завершения последнего учебного года в 2022 была закрыта.

### Nova Study (2023-н.в.)
В 2023 году после закрытия "Szkoła Marzeń" началась подготовка к открытию новой школы "Nova Study", целью которой было создание привычной образовательной среды для украинских беженцев в Польше. В помещении школы был сделан ремонт, в который входили перекраска стен, монтаж дизайнерских элементов и обновление мебели. Первый учебный год начался 1 сентября 2023 года, и после своего открытия стала первой подобной школой в Польше.

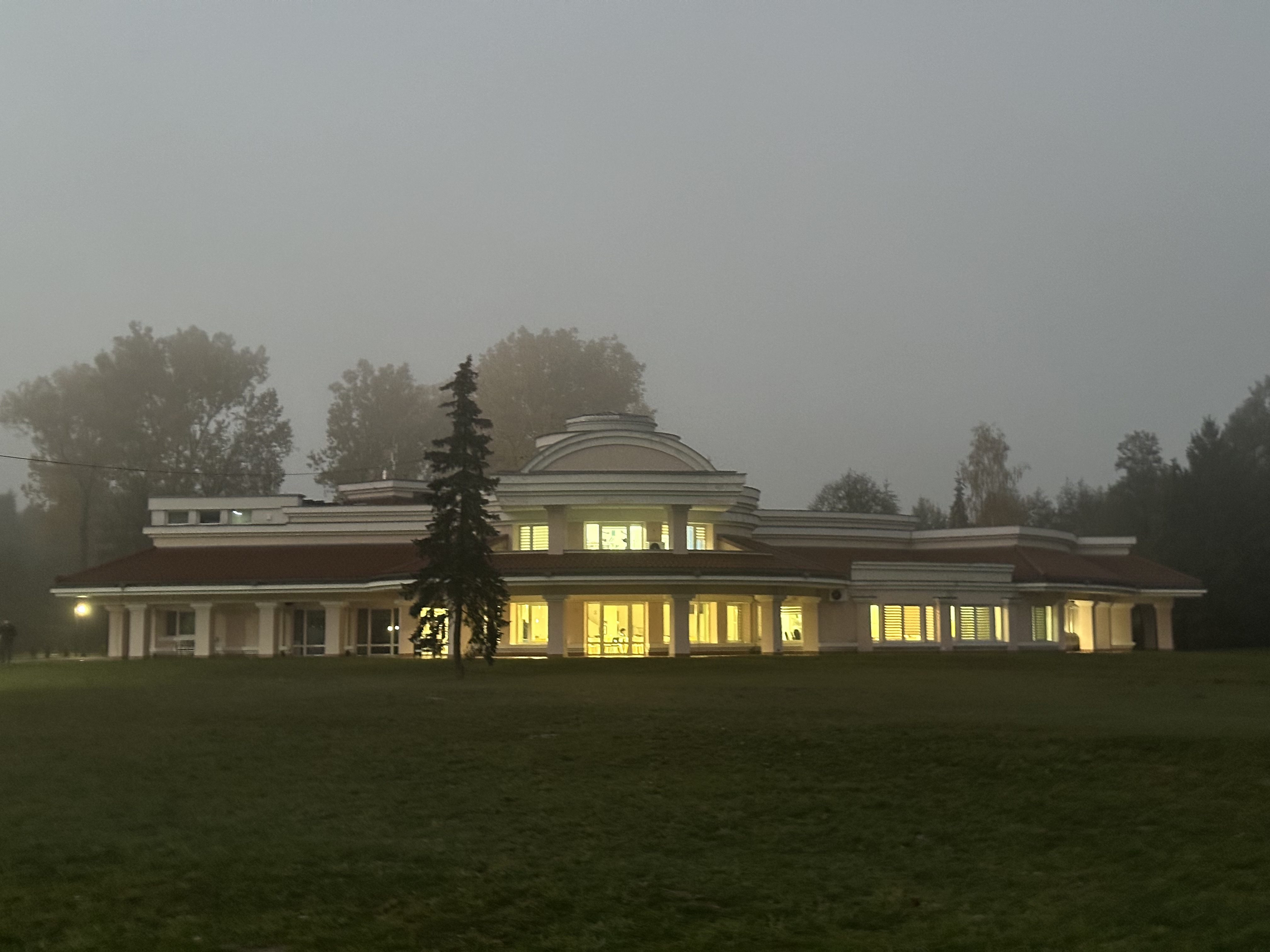
Здание школы в тумане

## Учебный процесс
Обучение в школе происходит по трем совмещенным программам: украинской, польской и канадской OSSD , а уроки проходят на украинском, польском и английском соответственно. Большинство преводавателей - выходцы из Украины, но тем не менее, в коллективе есть несколько учителей с Польши, Пакистана, Палестины и США. Учебное учреждение работает в форматах дневной школы и школы с проживанием, общежитие которого находится в варшавском районе Мокотув. Школьный день длиться с 9 часов утра до 18 часов вечера, в течение которого, помимо уроков, ученики имеют дополнительные занятия и кружки, такие как танцы, шахматы и рисование, которые доступны в основном лишь младшим классам.